# Isabel Fernández “Moses”
Mª Isabel Fernández Pérez "Moses" (Vitoria, 6 de junio de 1972) es una exjugadora profesional de baloncesto, entrenadora y vicepresidenta del club amateur Club Baloncesto Aros de León de baloncesto femenino. Primera mujer que es nombrada mejor entrenadora en la comunidad de Castilla y León.

## Biografía
Isabel Fernández "Moses" nació en Vitoria. Medía 1,70 metros cuando hizo la primera comunión. Cuando tenía doce años se puso unas gafas para practicar baloncesto similares a las de Moses Malone y le empezaron a llamar Moses.

## Trayectoria

### Jugadora
Como jugadora comenzó en el Colegio Hogar San José de Vitoria, siguiendo en La Blanca y después en el Vitoria, donde pasó sus mejores años en categorías de formación hasta llegar al primer equipo. Fue pionera del baloncesto alavés y en 1994 comenzó su carrera como jugadora de baloncesto de Liga Femenina, una temporada en la Universidad de Oviedo, tres temporadas en Burgos, en Salamanca, en la Universidad de León y en Plasencia. Se instaló en León y entre colegios, pistas de baloncesto, despachos del club, largos viajes de autocar, encuentra sentido a su vida impregnada de baloncesto.

### Entrenadora
Iba a los entrenamientos de técnica individual de Iñaki Iriarte y le gustaban sus métodos de trabajo, cómo enseñaba los fundamentos. Aprendió de compañeras, de entrenadores, como José Luis Espizua “Fofo”, quien tuvo gran influencia en ella para entender su pasión por entrenar; de entrenadoras como Pilar Ruiz; y de vídeos que llegaban del baloncesto universitario. Jugar y entrenar fue un binomio que alternó siempre y en la temporada 98-99 hizo el Curso de Entrenador Superior, con Anna Junyer, (solo eran siete chicas).
Llegó en la temporada 1997-1998 a León donde entrena desde las más pequeñas en los colegios hasta el sénior de Liga Femenina 2 pasando por infantiles, juniors, masculinos y femeninos.
En la temporada 2010-2011 fue entrenadora en la prisión de Mansilla de las Mulas entrenando un sénior masculino que competía en la liga provincial. 8 meses yendo a la cárcel tres veces por semana.
El 12 de diciembre de 2014, después de dos décadas regresó a Vitoria para dirigir por primera vez un partido de categoría sénior que su equipo, el Aros León Cuna del Parlamentarismo, disputó en Mendizorroza ante el Araski de su ciudad natal.
Moses es baloncesto desde todas las perspectivas, ya sea como entrenadora, como directiva —fue vicepresidenta del club— directora deportiva, responsable conseguir patrocinios… todo. El baloncesto, su pasión que consiguió hacerla profesión y convertirse en referente del baloncesto femenino para muchas personas.
Después de 22 años en León, Moses abandonó la ciudad. No se desligará del todo del Aros, cuyo testigo recoge Patatas Hijolusa, siguiendo como general mánager.

#### Equipos
- Aros Patatas Hijolusa - Liga Femenina 2 Grupo A 2016/17 (Campeona CyL Junior)
- León Cuna del Parlamentarismo - Liga Femenina 2 Grupo A 2016/17 (Campeona CyL Junior)
- León Cuna del Parlamentarismo - Liga Femenina 2 Grupo A 2015/16 [9º]
- León Cuna del Parlamentarismo - Liga Femenina 2 Grupo A 2014/15 [7º]
- León Cuna del Parlamentarismo - Liga Femenina 2 Grupo A 2013/14 [19º]
- Aros León - Liga Femenina 2 Grupo A 2012/13 [8º]
- Aros León (Causó baja) - Liga Femenina 2 Grupo A 2010/11 [22º]
- Aros - Liga Femenina 2 Grupo A 2009/10
- CB Aros - Liga Femenina 2 Grupo A 2008/09
- Aros ULE - Junior Femenino 2014/15
- CB Alcobendas - Primera Nacional 2024/25

#### Selección nacional
- 2016 Ayudante en la selección española sub-18 en el Campeonato de Europa de Sopron (Hungría).[8]
- 2017 Ayudante en la selección española sub-18 en el Campeonato de Europa de Sopron (Hungría).[9][10]

## Palmarés
- Tres tentativas de ascenso a la máxima categoría de Liga Femenina.[4]
- Cuatro fases de ascenso a la Liga Femenina 2 logrando finalmente el salto en la temporada 2005-2006.[4]
- Primera vuelta entera sin derrotas, algo que ningún equipo lograba desde 2006[11] 18 victorias (récord en la historia del club). El Aros fue el 2º máximo anotador del grupo, el 3º más valorado y el líder en rebotes.[4]
- 8 Campeonatos de Castilla y León en categorías de formación.
- Subcampeona de Europa selección U18 (Sopron 2016)[12]
- Medalla de bronce infantil femenino (Vigo 2011)

## Premios y reconocimientos
- XVII Gala Regional del Baloncesto: Premio a la mejor persona entrenadora (2015).[13][14]
- Premios TV 8 León (Modalidad Baloncesto), 2016.[15]
- Reconocimiento del ayuntamiento de León por el subcampeonato de Europa U18 de 2016.[12]